# Пужолу
Пужо́лу (окс. Pujòlo) — сучасний терсун, адміністративна одиниця другого рівня у районі (кумарці) Баль-д'Аран у Каталонії.
Терсун Пужолу, як і інші терсуни, був відновлений у кумарці Баль-д'Аран 13 липня 1990 р. відповідно до закону 16/1990 Жанаралітату Каталонії.
Терсун Пужолу включає частину муніципалітету Нау-Аран, зокрема міські райони (раніше окремі селища та хутори) Тредос (окс. Tredòs), Бажерґе (окс. Bagergue), Саларду (окс. Salardú), Унья (окс. Unha) та Жесо (окс. Gessa). Від цього терсуну до Генеральної ради Арану обирається 2 радники.